# Ericsson
Pour les articles homonymes, voir Ericsson (homonymie).

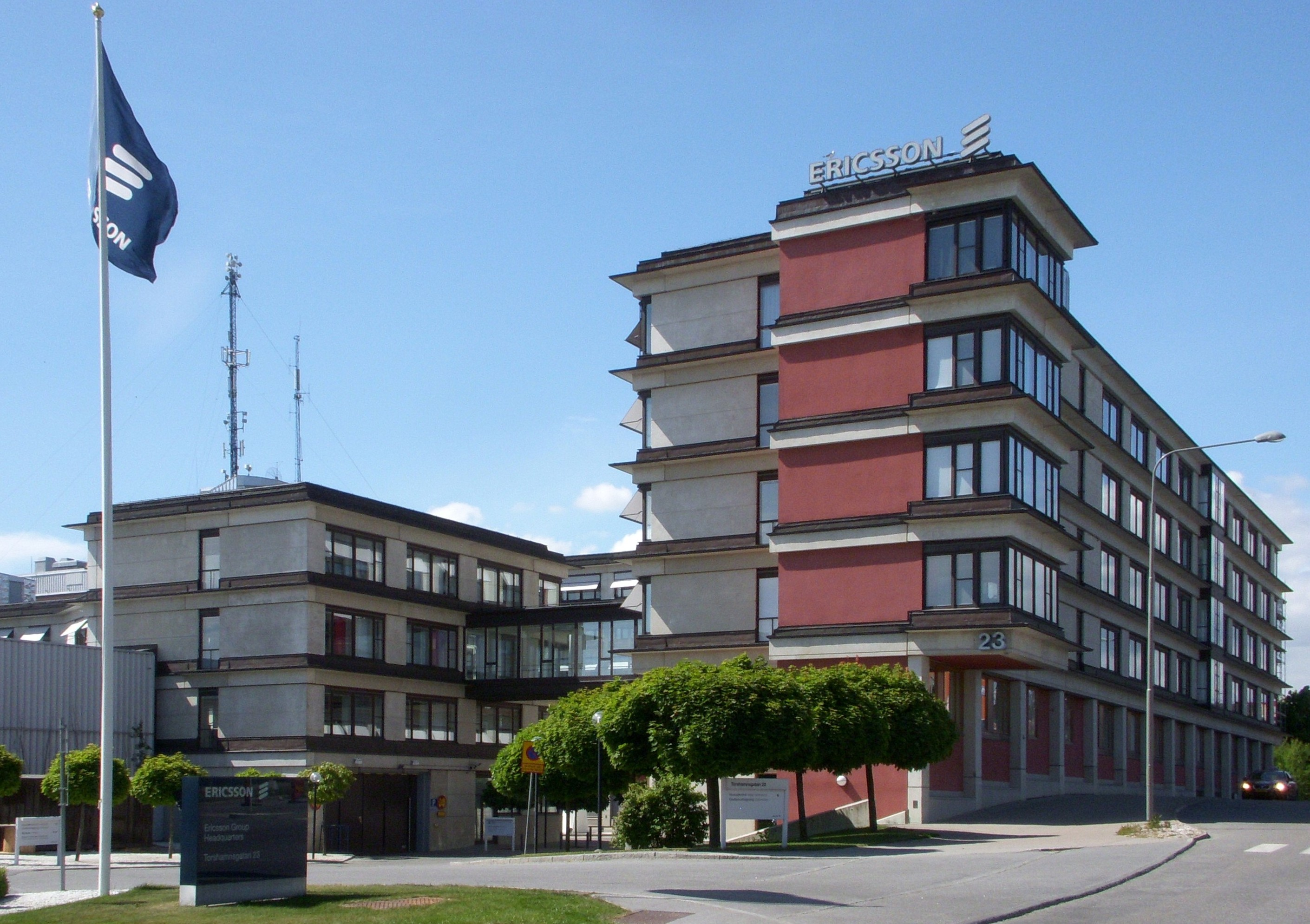
Le siège de l'entreprise.

Ericsson est une entreprise suédoise de télécommunications fondée en 1876 par Lars Magnus Ericsson.
En 2020, 46 % des revenus d'Ericsson proviennent des services : l'exploitation pour le compte d'opérateur, l'intégration de systèmes…

## Histoire

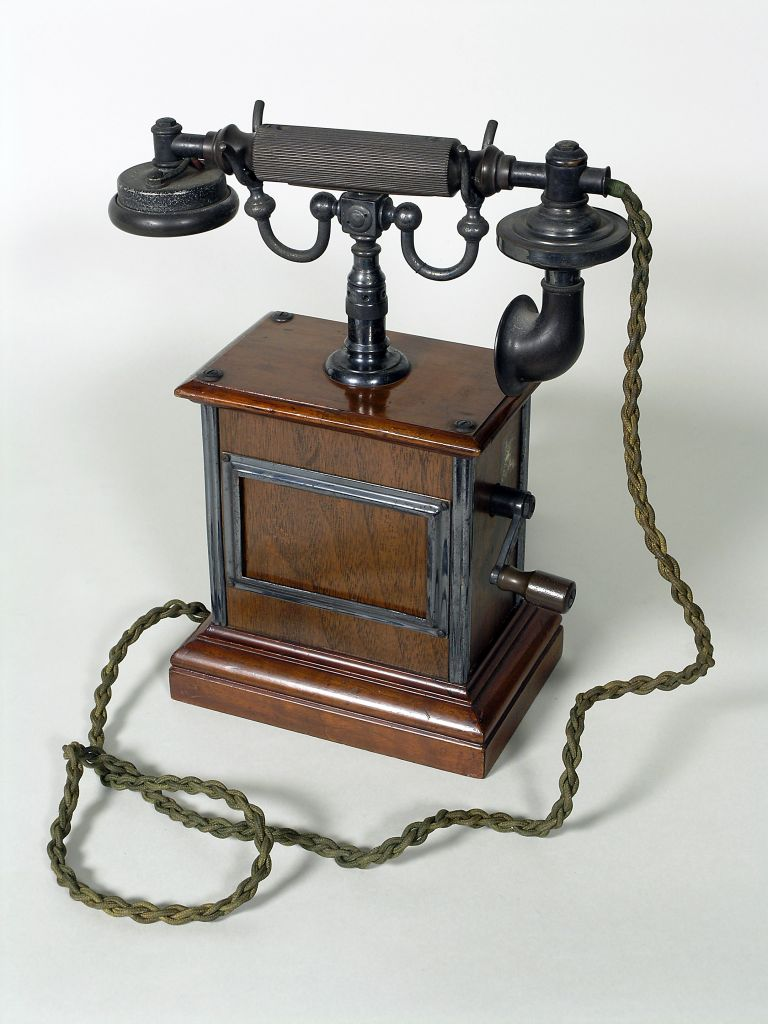
Un ancien téléphone Ericsson en bois, fabriqué à Nottingham, en Angleterre, exposé au Birmingham Science Museum.

### Origines
Lars Magnus Ericsson crée sa société de fabrication de téléphones en 1876. Dès l'année suivante, il est le plus gros fournisseur de ces appareils en Scandinavie.
En 1900, l'entreprise compte 1 000 employés et 50 000 téléphones produits. Deux ans plus tard, elle lance ses premiers points de vente aux États-Unis.

### Première moitié duXXesiècle
En 1946, Ericsson poursuit des activités de recherche technologique pour la télévision.
En 1950, l'entreprise est pionnière sur les échanges téléphoniques internationaux.

### Seconde moitié duXXesiècle
En 1988, Ericsson développe son premier système GSM pour l'entreprise Vodafone.

### Années 2000
Ericsson crée en 2001, avec le groupe japonais Sony, la société Sony Ericsson produisant des terminaux mobiles.
En avril 2002, conséquence de l'éclatement de la bulle Internet, Ericsson supprime 20 000 emplois.
En octobre 2005, Ericsson, fort dans les réseaux mobiles, acquiert, au prix de 1,77 milliard d'euros, l'ex-fleuron britannique Marconi pour se renforcer dans les réseaux fixes.
La branche entreprise (pôle PABX) a été reprise le 18 février 2008 par Aastra Technologies pour 70 million d'euros.
En juillet 2009, Ericsson reprend la division de téléphonie mobile de Nortel, pour 793 million d'euros. L'accord prévoit le transfert à Ericsson de 2 500 salariés de Nortel spécialisés dans les réseaux 3G et 4G,.
En septembre 2011, Ericsson se fait opérateur de réseau mobile, il va gérer le réseau 4G de l'exploitant historique danois TDC. C'est le premier contrat « de gestion déléguée de services que le constructeur a signé avec un opérateur historique, » Ericsson « s'occupera de la gestion et de la maintenance de tout le réseau pour notre compte ». Ericsson a récupéré 20 000 salariés externalisés par les opérateurs depuis qu'il s'est lancé dans cette gestion déléguée des réseaux pour le compte d'opérateurs.
Le 27 octobre 2011, Ericsson revend ses parts de l'entreprise Sony Ericsson pour 1 milliard d'euros à Sony, qui en devient le seul détenteur.
En 2012, Ericsson acquiert la branche de service de diffusion TNSF détenue par Thomson-Technicolor. La même année, Ericsson reste le leader mondial dans les infrastructures de télécommunication mobiles avec 35 % de parts de marché. L'entreprise réalise son chiffre d'affaires dans les réseaux (53 %), les services (43 %) et les solutions de support (5 %).
Le 8 avril 2013, Ericsson rachète la filiale IPTV de Microsoft pour une somme comprise entre 100 et 250 million de dollars.
En septembre 2013, ST-Ericsson, le fabricant de composants pour téléphones portables annonce la suppression de 1 600 emplois en vue de sa division entre ses deux maisons mères, Ericsson et STMicroelectronics. Ericsson gardera la technique de transmission LTE et quelque 1 800 salariés à la suite de cette division.
En 2014, Ericsson est le troisième acteur mondial en parts de marché en équipements et logiciels réseaux (9 %) derrière Cisco (19  %) et Huawei (11 %).
En septembre 2014, Ericsson annonce qu'il cesse de développer des modems, une décision qui va toucher près de 1 600 salariés et entraîner la suppression de centaines de postes.
En mars 2015, Ericsson annonce la suppression de 2 200 emplois en Suède.
En septembre 2015, Ericsson annonce le rachat de Envivio, un spécialiste et leader de la compression vidéo et contributeur de la norme MPEG-4 pour 125 million de dollars.
En novembre 2015, Ericsson s'allie à Cisco en lançant un partenariat commercial et technologique, pour proposer ensemble des centres de données, des services de routage, de mise en réseau, de cloud, de mobilité, de gestion et de contrôle ainsi qu'une offre de services à l'échelle mondiale. Avec ce partenariat, Ericsson s'appuie sur Cisco pour les réseaux IP (routeurs, commutateurs) et se renforce face à Nokia qui vient de racheter Alcatel-Lucent.
Au deuxième trimestre 2016, Ericsson annonce une chute de son bénéfice net de 26 % à 1,6 milliard de couronnes (169 million d'euros) sur un an. Confronté à une concurrence de plus en plus importante, le groupe annonce un important plan de réduction de ses coûts, qui se traduit par une suppression de 3 000 postes. Cela représente 20 % de ses effectifs en Suède. Cela touchera surtout ses derniers sites industriels, Boras et Kumla, et les services administratifs. Ericsson oriente sa stratégie vers les logiciels et les services et a défini un plan d’économie de plus d’un milliard d’euros par an. Comme ses concurrents, la société  se dirige vers un modèle d'entreprise sans usine (Serge Tchuruk, pour Alcatel, l'avait annoncé dix ans auparavant).
Selon le cabinet Dell'Oro, en 2018, Ericsson est le deuxième fabricant mondial d'équipements télécoms avec 29 % du marché (contre 31 % pour Huawei et 23 % pour Nokia).
En septembre 2020, Ericsson annonce l'acquisition de Cradlepoint, entreprise américaine d'équipement réseau, pour 1,5 milliard de dollars.
En novembre 2021, Ericsson annonce l'acquisition de Vonage, une entreprise américaine spécialisée dans le cloud, pour 6,2 milliards de dollars.
En février 2023, Ericsson annonce licencier 8 % de ses effectifs soit 8 500 personnes sur un total de 105 000 salariés dans le monde. Les licenciements auront lieu au premier trimestre 2023.

## Marchés
Ericsson conçoit et commercialise:

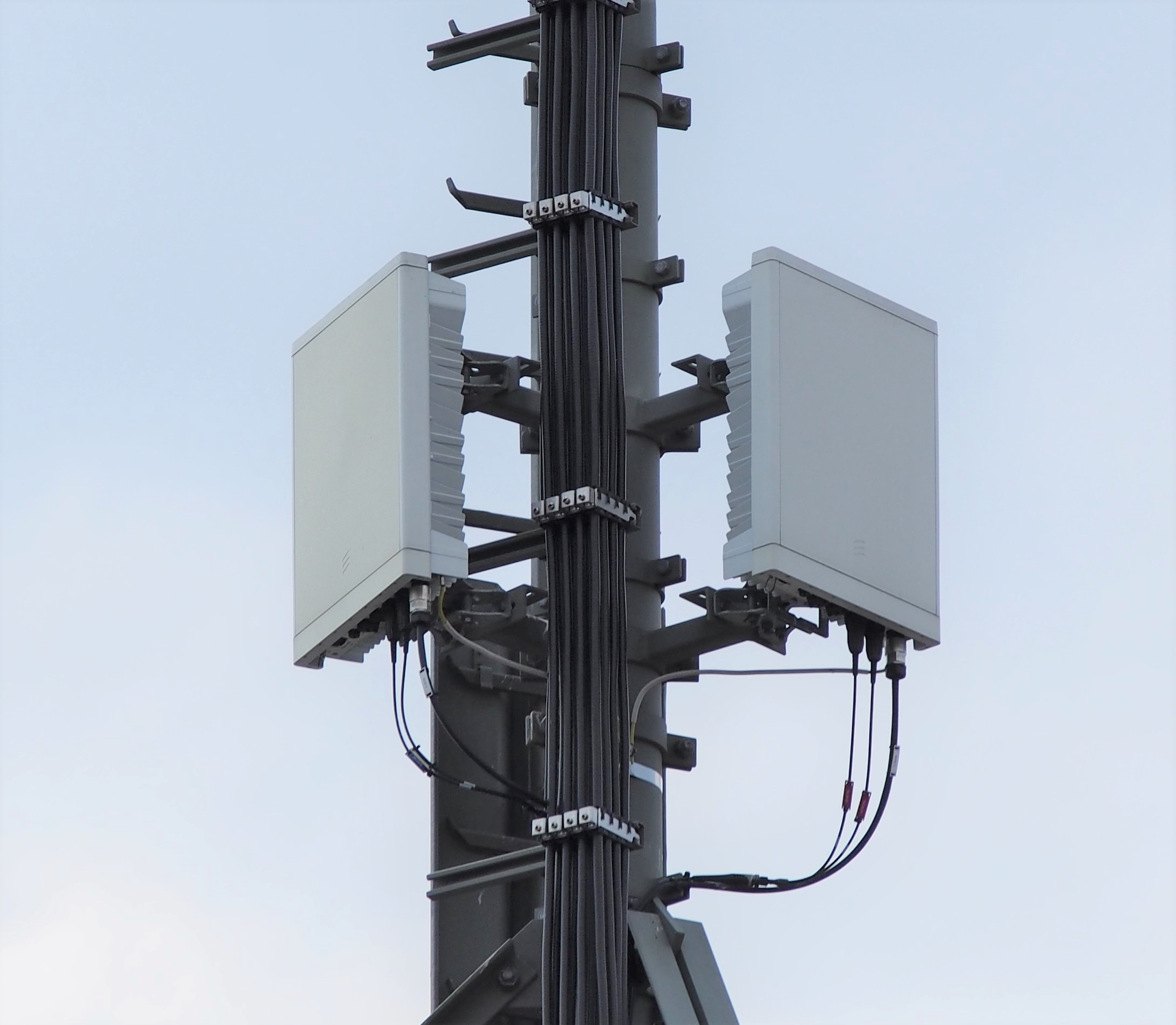
Antennes 5G Ericsson

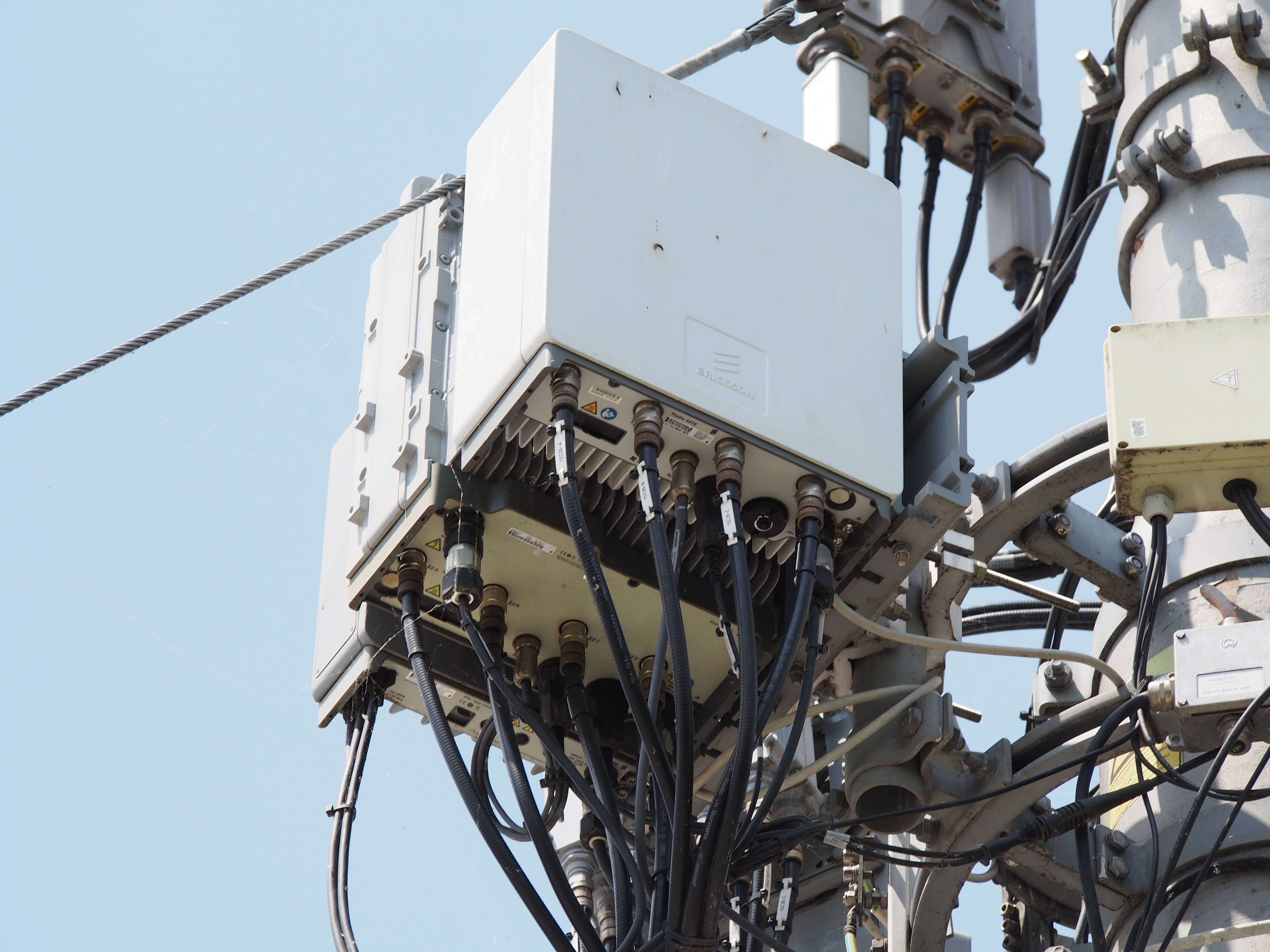
Modules radio Ericsson (ERS)

- des systèmes et des équipements de télécommunications fixes et mobiles, de téléphonie et de transmission de données,
- la planification, la conception, le déploiement, l'intégration, la mise en service des réseaux fixes et mobiles, en solutions de bout en bout,
- des logiciels et services dans des domaines comme les techniques de l'information et de la communication. Ericsson est numéro un dans l'IT, les systèmes de support opérationnel et fonctionnel (OSS/BSS), ou encore dans les solutions média (achat de Telcordia)

En 2017, Ericsson prend la tête du projet européen 5GCAR,.
Ericsson est également impliqué dans la standardisation, la planification et le déploiement du FRMCS, nouveau réseau mobile de communication pour le ferroviaire. Dans ce cadre, l'entreprise a remporté un appel d'offres des Chemins de fer fédéraux suisses (CFF) portant sur la planification d'un futur réseau FRMCS.  
Pour le déploiement de la 5G, Orange a choisi Ericsson sur 60 % de son réseau en France tandis que Nokia est utilisé sur les 40 % restants. Il s'agit des deux mêmes fournisseurs que pour les générations précédentes de réseau mobile. Bouygues Telecom, second opérateur français à déployer du matériel Ericsson, a annoncé s'appuyer sur le fournisseur pour son futur réseau 5G Stand Alone. 
Comptant comme clients plus de 100 opérateurs télécoms à travers le monde (Orange et Bouygues Telecom en France, Deutsche Telekom en Allemagne ou encore British Telecom au Royaume-Uni), Ericsson totalise 26 % de parts de marché sur les équipements 5G.

## Actionnariat
Liste des principaux actionnaires au 21 novembre 2021 :
| Nom                                                          | %      |
| ------------------------------------------------------------ | ------ |
| Cevian Capital (en)                                          | 4,93 % |
| Investor AB                                                  | 4,57 % |
| Swedbank Robur Fonder                                        | 4,19 % |
| The Vanguard Group                                           | 2,52 % |
| Banque centrale de Norvège                                   | 1,91 % |
| Handelsbanken Fonder                                         | 1,82 % |
| Handelsbanken                                                | 1,64 % |
| DNB Asset Management                                         | 1,50 % |
| Fidelity International Limited (en) Investment Advisors (UK) | 1,49 % |
| Första AP-fonden (sv)                                        | 1,21 % |

## Controverses
En 2019, Ericsson a reconnu avoir enfreint le Foreign Corrupt Practices Act, une loi anti-corruption américaine s'appliquant mondialement. L’entreprise a mis en place, entre 2000 et 2016, un système de caisses noires l’aidant à décrocher des contrats grâce à des pots-de-vin, en Chine, au Vietnam, à Djibouti ou encore en Indonésie et au Koweit. Elle est condamnée à payer une amende de plus d’un milliard de dollars aux États-Unis. Ericsson accepte la mise en place d'un observateur indépendant pendant trois ans afin que celui-ci puisse veiller au respect des termes de l'accord avec la justice américaine,.
Une enquête interne a lieu en 2019 dans le cadre de son contrôle anticorruption. Les conclusions de cette enquête ont été rendues publiques à la suite d’enquêtes journalistiques auxquelles ont participé Le Monde, Radio France et le consortium de journalistes ICIJ. Ericsson reconnait que de l'argent versé par le groupe en Irak a pu être perçu par l’organisation État islamique. Selon le PDG, Börje Ekholm, durant la période où l’organisation djihadiste contrôlait une partie de l’Irak, des personnes liées au groupe « ont payé pour du transport routier dans des secteurs contrôlés par des organisations terroristes, y compris l’État islamique ». En prise avec la justice américaine pour des faits de corruption dans d’autres pays, le volet irakien vient s'y ajouter,.